# Mitsubishi Pajero Sport
Mitsubishi Pajero Sport er en mellemstor offroader fra den japanske bilfabrikant Mitsubishi Motors. Bilen er siden 1996 blevet bygget i Okazaki, Catalão og Beijing. I Australien hedder bilen Mitsubishi Challenger, i Latinamerika Mitsubishi Nativa, i Storbritannien og Sydamerika Mitsubishi Shogun Sport og i spansktalende lande Mitsubishi Montero Sport. I Japan blev Montero Sport i 2003 og i USA i 2004 afløst af Mitsubishi Endeavour.

## Første generationK90(1996−2008)
Produktionen af Pajero Sport begyndte i 1996 i Japan, og fra 1997 kunne bilen købes i de fleste eksportlande. Selv om modellen havde navnet, motorerne og firehjulstrækket til fælles med Mitsubishi Pajero, var den bygget på platformen fra pickuppen L200 med chassisramme og stiv bagaksel.

### Tekniske specifikationer[2]
| Model         | Cylindre | Ventiler | Slagvolume cm³ | Max. effekt kW (hk) / omdr. | Max. drejningsmoment Nm / omdr. | Motorkode | Topfart km/t | Byggeår     |
| ------------- | -------- | -------- | -------------- | --------------------------- | ------------------------------- | --------- | ------------ | ----------- |
| Benzinmotorer |          |          |                |                             |                                 |           |              |             |
| 3000          | 6        | 24       | 2972           | 130 (177) / 5000            | 255 / 4500                      | 6G72      | 175          | 1996 − 2000 |
| 3000          | 6        | 24       | 2972           | 125 (170) / 5000            | 255 / 4500                      | 6G72      | 175          | 2000 − 2008 |
| Dieselmotorer |          |          |                |                             |                                 |           |              |             |
| 2500          | 4        | 8        | 2477           | 73 (99) / 4000              | 240 / 2000                      | 4D56      | 145          | 1996 − 2002 |
| 2500          | 4        | 8        | 2477           | 85 (115) / 4000             | 240 / 2000                      | 4D56      | 150          | 2002 − 2008 |

- Indtil facelift
- Facelift (Montero Sport)

## Anden generation (2008−)
I august 2008 introduceredes på Moskva Motor Show den anden generation af Pajero Sport, som fortsat er baseret på L200 og har arvet dennes chassisrammekonstruktion; også frontpartiets design ligner L200. Derudover er den nye Pajero Sport udstyret med Super Select-firehjulstrækket fra Pajero og findes med to commonrail-dieselmotorer på 2,5 og 3,2 liter og en 3,5-liters V6-benzinmotor. Alt efter version er modellen udstyret med fem eller syv siddepladser. I Rusland sælges kun den fempersoners model med 3,2-liters dieselmotor. Den anden generation sælges hverken i USA eller Vesteuropa, hvorved forgængeren der ingen efterfølger har fået endnu.